# Graptomyza flavorhyncha
Graptomyza flavorhyncha är en tvåvingeart som beskrevs av Hull 1941. Graptomyza flavorhyncha ingår i släktet Graptomyza och familjen blomflugor. Inga underarter finns listade i Catalogue of Life.